# Iola
Iola nebo Iolé (starořecky Ἰόλη, latinsky Iola) byla v řecké mytologii dcera oichalského krále Euryta.
Byla to rusovlasá krasavice, kterou její otec slíbil dát za manželku tomu, kdo nad ním zvítězí ve střelbě lukem. To nebylo vůbec jednoduché, protože Eurytos byl nejlepší lukostřelec v celém Řecku.
V té době hledal manželku Héraklés, který právě odešel z prvního manželství. Iola mu padla na první pohled do oka a den nato v soutěži nad králem Erytem zvítězil. Toho prohra rozlítila, svůj slib odmítl splnit a Hérakla počastoval urážkami a vyhnal ho. Héraklés si později našel jinou královskou dceru - Déianeiru z Kalydónu, ale na potupu od Euryta nezapomněl.
Nezapomněl ani na krásnou Iolu. Po mnoha letech se vrátil, aby se pomstil Eurytovi, dobyl Oichalii, srovnal ji se zemí, Euryta zabil a Iolu si odvedl. Už ale ne pro sebe, ale pro svého syna Hylla, dal mu ji za manželku.